# David Hinojosa
David Hinojosa ist ein US-amerikanischer Filmproduzent.

## Leben
Nach seiner Arbeit für The Weinstein Company war David Hinojosa viele Jahre für Killer Films als Head of Production & Development tätig. Er arbeitete dort gemeinsam mit Christine Vachon und Pamela Koffler, und gemeinsam produzierten sie Filme wie Beatriz at Dinner von Miguel Arteta, First Reformed von Paul Schrader, Brothers by Blood von Jérémie Guez und Past Lives – In einem anderen Leben von Celine Song.
Im Jahr 2019 wurde Hinojosa Mitglied der Academy of Motion Picture Arts and Sciences. Zwei Jahre später wurde bekannt, dass sich Hinojosa mit Christine D'Souza Gelb und Kevin Rowe zusammengetan hat, um das Produktions- und Managementunternehmen 2AM zu gründen. Hinojosa ist hier als Head of Production tätig. Der erste von 2AM produzierte Film ist Love Child von Todd Solondz mit Colin Farrell und Rachel Weisz in den Hauptrollen.
Hinojosa ist Co-Vice Chair der Producers Guild of America East, Vorsitzender der Independent Producer's Task Force und hält Vorträge an der Tisch School of the Arts der New York University.

## Filmografie
- 2015: Nasty Baby
- 2016: Goat
- 2017: Wo ist Kyra? (Where Is Kyra?)
- 2017: Beatriz at Dinner
- 2017: My Days of Mercy
- 2017: First Reformed
- 2018: Vox Lux
- 2020: Shirley
- 2020: The World to Come
- 2020: Brothers by Blood
- 2020: Zola
- 2022: Bodies Bodies Bodies
- 2023: Past Lives – In einem anderen Leben (Past Lives)
- 2024: Omni Loop
- 2024: Babygirl
- 2025: Was ist Liebe wert – Materialists (Materialists)

## Auszeichnungen
Gotham Award
- 2018: Nominierung als Bester Film (First Reformed)
- 2018: Nominierung für den Publikumspreis (First Reformed)[6]
- 2023: Auszeichnung als Bester Film (Past Lives – In einem anderen Leben)

Independent Spirit Award
- 2019: Nominierung als Bester Film (First Reformed)
- 2022: Nominierung als Bester Film (Zola)

Oscar
- 2024: Nominierung als Bester Film (Past Lives – In einem anderen Leben)